# Сибилейсё
Сибилейсё (устар. Сибилей-Сё, Сибилесё) — река в Приуральском районе Ямало-Ненецкого АО. Устье реки находится на 18-м км правого берега реки Хэяха. Длина реки составляет 44 км.
В 15 км от устья, по левому берегу реки впадает река Тарседаяха

## Данные водного реестра
По данным государственного водного реестра России относится к Нижнеобскому бассейновому округу, водохозяйственный участок реки — Обь от города Салехард и до устья, речной подбассейн реки — бассейны притоков Оби ниже впадения Северной Сосьвы. Речной бассейн реки — (Нижняя) Обь от впадения Иртыша.